# A Social Grace
A Social Grace ist das Debütalbum der US-amerikanischen Progressive-Metal-Band Psychotic Waltz. Es erschien im Jahr 1990 über die Plattenfirma Rising Sun Productions sowie das bandeigene Label Sub-Sonic.

## Entstehung und Veröffentlichung
Nach Demoaufnahmen 1986 und 1988 spielten Psychotic Waltz 1989 und 1990 ihr Debütalbum ein. A Social Grace wurde von Mike Harris und der Band produziert. In den USA erschien es beim bandeigenen Label Sub-Sonic und ohne professionelles Marketing, in Europa über Rising Sun Productions. Metal Blade Records legte das Album 2004 in einem Boxset mit dem dritten Album Mosquito, Live-Aufnahmen und Videoclips neu auf, Century Media veröffentlichte es im Jahr 2011 auf LP.

## Titelliste
1. …And the Devil Cried – 5:45
2. Halo of Thorns – 5:31
3. Another Prophet Song – 5:28
4. Successor – 4:13
5. In this Place – 4:10
6. I Remember – 5:26
7. Sleeping Dogs – 1:34
8. I of the Storm – 4:34
9. A Psychotic Waltz – 6:11
10. Only in a Dream – 3:37
11. Spiral Tower – 5:59
12. Strange – 6:38
13. Nothing – 5:44

## Stil
Psychotic Waltz spielen auf dem Album technischen Progressive Metal, der in Grundzügen gelegentlich an Fates Warning oder Watchtower erinnert, mit seiner Instrumentierung (Querflöte, Vibraslap, Tamburin), Buddy Lackeys verträumtem Gesang und der psychedelisch angehauchten Atmosphäre jedoch sehr eigenständig ist. Es finden sich sowohl komplex strukturierte Stücke mit vielen Breaks und harten Riffs als auch eingängige Balladen und harmonische Passagen.

## Rezeption
A Social Grace wurde schon 1990 von der Presse positiv aufgenommen und gilt heute als wegweisendes Album und Klassiker des Progressive Metal. Wolfgang Schäfer vom Rock Hard urteilt, es biete „eine wohl einmalige Mischung, die […] nicht gerade leichtverdaulich ist“. Michael Rensen bezeichnet es als ein „Wunder, dass so viel Atmosphäre, so viel Zauberwerk“ auf ein Album passen. Fierce von vampster findet, die Band verstehe es „perfekt, Progressivität mit Härte, Eingängigkeit und Anspruch zu verbinden […] und ein Album abzuliefern, auf dem es absolut keinen Ausfall gibt“. Sowohl Rock Hard als auch das eclipsed-Magazin wählten A Social Grace auf den fünften Platz ihrer jeweiligen Liste der wichtigsten Progmetal-Alben.